# Bistum San Fernando de La Union
Das Bistum San Fernando de La Union (lat.: Dioecesis Ferdinandopolitana ab Unione) ist eine auf den Philippinen gelegene römisch-katholische Diözese mit Sitz in San Fernando de La Union.

## Geschichte
Das Bistum San Fernando de La Union wurde am 19. Januar 1970 durch Papst Paul VI. mit der Apostolischen Konstitution Qui disponente aus Gebietsabtretungen des Erzbistums Nueva Segovia errichtet und dem Erzbistum Lingayen-Dagupan als Suffraganbistum unterstellt.
Es umfasst die Provinz La Union.

## Bischöfe von San Fernando de La Union
- Victorino Cristobal Ligot, 1970–1980
- Salvador Lazo y Lazo, 1981–1993
- Antonio Realubin Tobias, 1993–2003, dann Bischof von Novaliches
- Artemio Lomboy Rillera SVD, 2005–2011
- Rodolfo Fontiveros Beltran, 2012–2017
- Daniel Presto, seit 2018

## Einzelnachweise

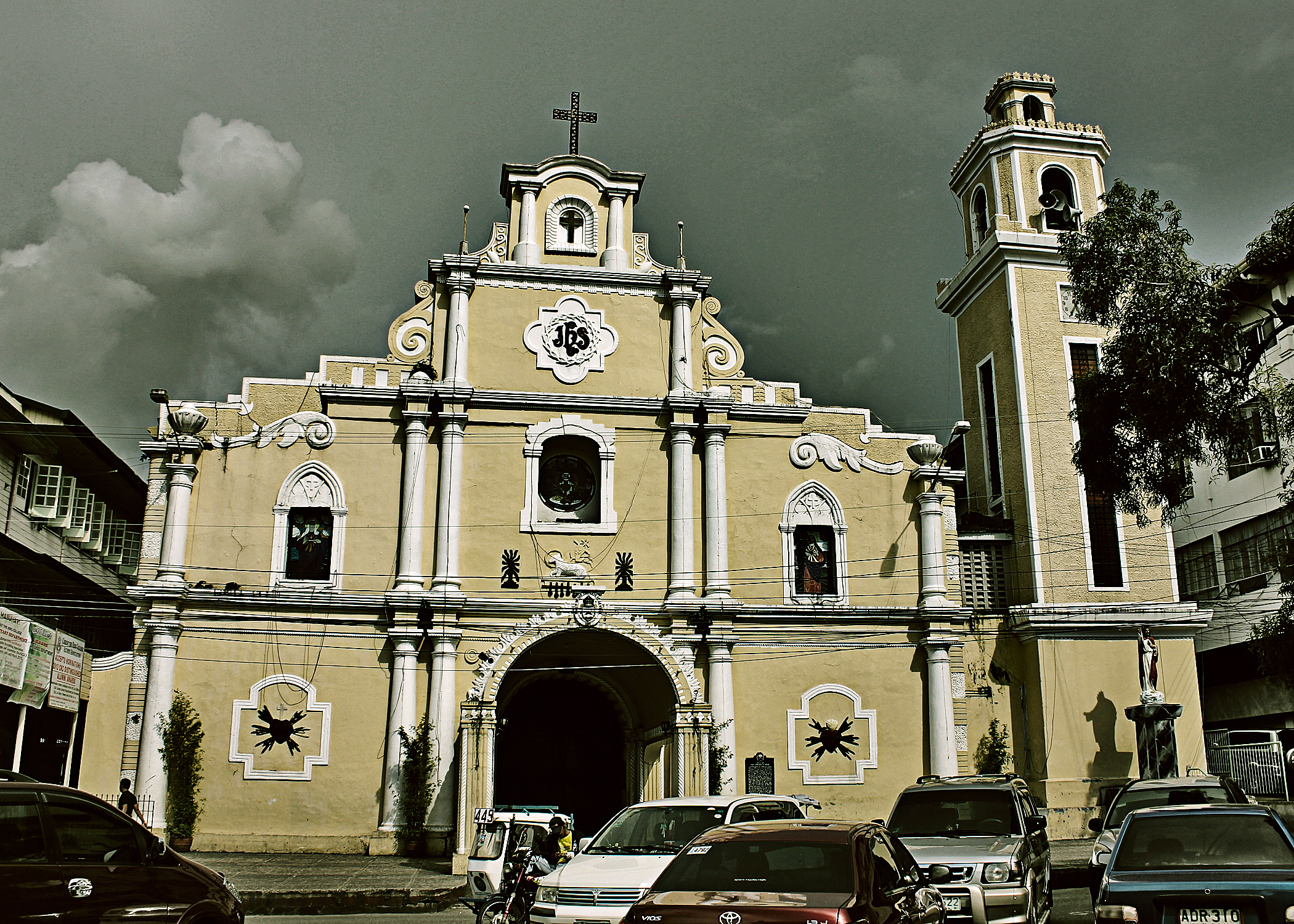
Kathedrale St. William the Hermit in San Fernando de La Union